# Frontière entre l'Arabie saoudite et les Émirats arabes unis
La frontière entre l'Arabie saoudite et les Émirats arabes unis est la frontière séparant l'Arabie saoudite et les Émirats arabes unis.

## Tracé
D'après l’accord de 1974, la frontière suit quatre segments rectilignes : un premier court à partir du point de jonction entre les frontières Émirats arabes unis/Oman et Arabie saoudite/Oman vers le sud-ouest, deux longs vers l’ouest, puis le nord-ouest, et un court vers le nord jusqu'au golfe Persique jusqu'à Ras Khumais.
Cependant, selon les revendications des Émirats, la frontière se poursuit vers l'ouest, le long du golfe Persique jusqu'à la rive sud du Khawr al Udayd, face au territoire du Qatar.
La frontière est la limite orientale de la province saoudite Ach-Charqiya et la frontière sud et sud-ouest de l’émirat d’Abou Dhabi.

## Historique
Les zones désertiques contrôlées par Ibn Saoud, alors en train de conquérir les territoires qui vont devenir l'Arabie saoudite en 1932, et par les États de la Trêve, sous protectorat britannique depuis 1892, entrent en contact dans les années 1920. Par le traité de Jeddah de 1927, en échange de la reconnaissance de son contrôle sur le Hedjaz et le Nejd, Ibn Saoud accepte de ne plus menacer les émirats protégés par le Royaume-Uni.
Après l'indépendance des Émirats arabes unis en 1971, le sultan émirati Zayed signe avec le roi saoudien Fayçal un accord frontalier, le 21 août 1974. Le tracé laisse les villages de la région de l'oasis d’al-Breimi, frontalière avec Oman, et une grande partie du désert d’al-Zafra aux Émirats, tandis que l’Arabie saoudite obtient un accès côtier entre les territoires du Qatar et de l’émirat d’Abou Dabi, au sud-est de la baie de Khawr al Udayd, et le contrôle du gisement pétrolier de Shayba.
Celui-ci est rendu public en 1995 lors de son dépôt à l'Organisation des Nations unies. Ratifié en 1993 par l’Arabie saoudite, il ne l'est pas par les Émirats arabes unis.

Le territoire des Émirats arabes unis selon ses autorités depuis le milieu des années 2000.

Au milieu des années 2000, après la mort du sultan Zayed, les autorités émiraties remettent en cause l'accord de 1974. Les ministères utilisent une carte qui étend le territoire de la fédération jusqu'à la frontière terrestre du Qatar. Le tracé de 1974 et ses conséquences maritimes impacteraient, par exemple, le projet Dolphin Gas Project de gazoduc entre les Émirats, Qatar et Oman.